# Overstrand
Overstrand é uma vila e freguesia no distrito de North Norfolk em Norfolk, Inglaterra, cerca de 22,9 milhas (36,9 km) de Norwich.

## Igreja
A igreja de Roughton, denominada " Santa Martin".
.

## História
No Domesday Book, Overstand foi chamada Othestranda.

## Transporte
A via principal é a B1159, que vai de Cromer até Caister-on-Sea. 

## Gallery

Overstrand
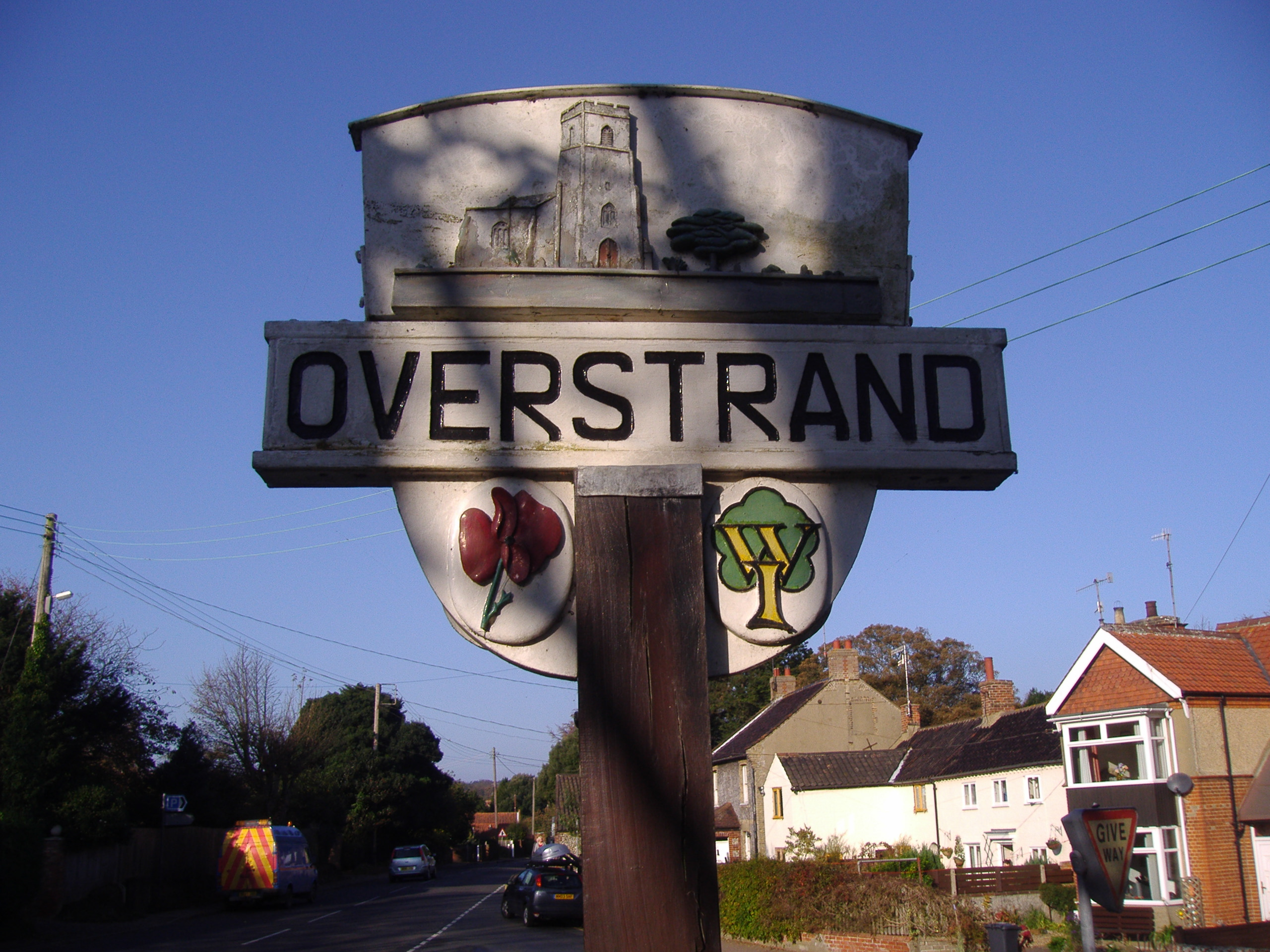
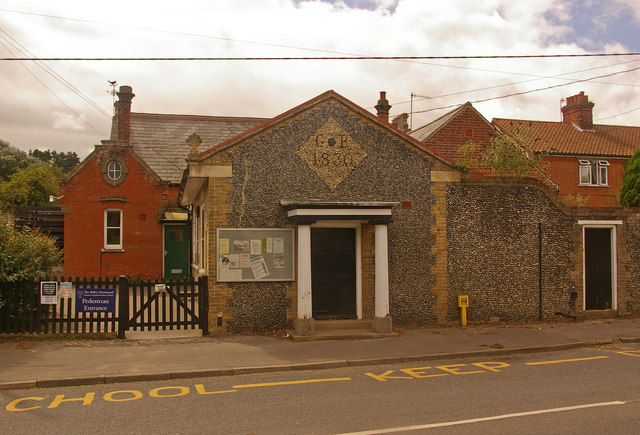
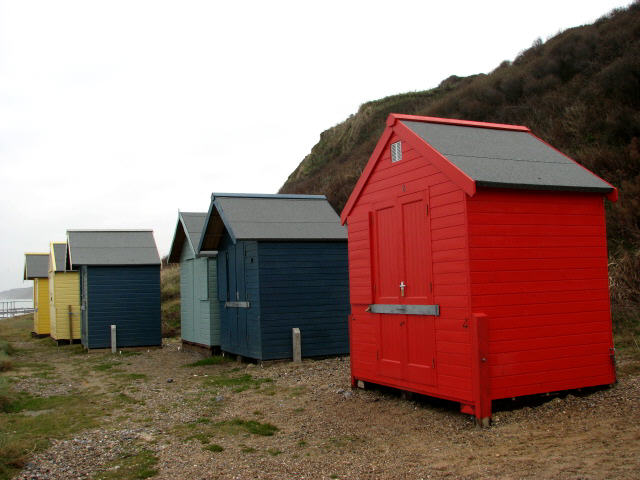
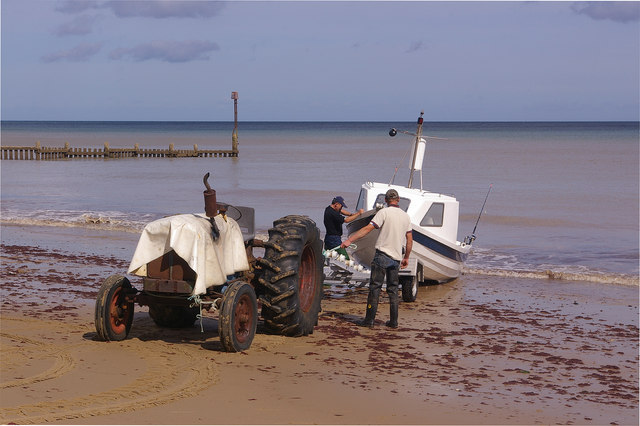
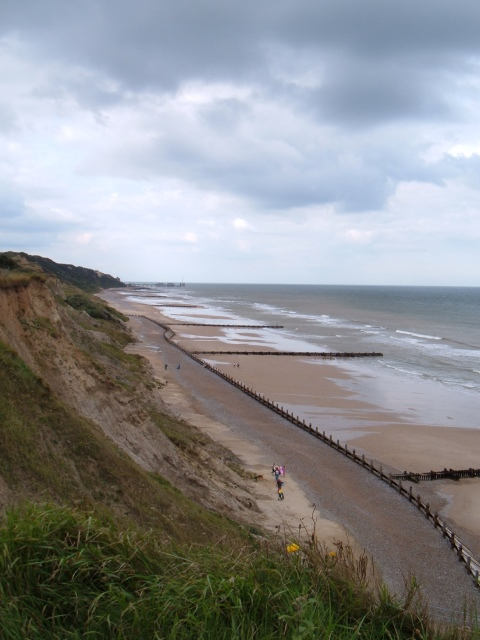
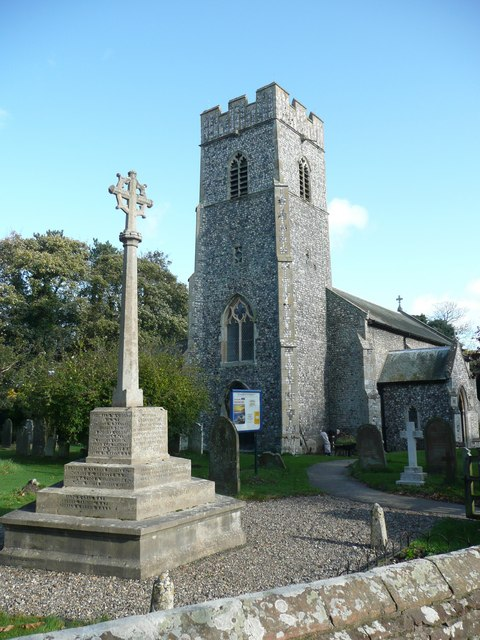